# Ministrymon azia
Espèce
Ministrymon azia est une espèce d'insectes lépidoptères (papillons) qui appartient à la famille des Lycaenidae, à la sous-famille des Theclinae et au genre Ministrymon.

## Dénomination
Ministrymon azia a été décrit par William Chapman Hewitson en 1873, sous le nom initial de Thecla azia.
Synonyme: Thecla guacanagari Wallengren, 1860; Thecla nipona Hewitson, 1877; Thecla brocela Dyar, 1913; Ministrymon quebradivaga Johnson & Miller, 1991; Ministrymon hernandezi Schwartz & Johnson, 1992; Electrostrymon grumus Johnson & Kroenlein, 1993.

### Nom vernaculaire
Ministrymon aziase nomme Gray Ministreak en anglais.

## Description
Ministrymon azia est un petit papillon d'une envergure de 16 mm à 24 mm avec une fine queue à chaque aile postérieure.
Le dessus est gris beige foncé avec une tache marron à chaque aile antérieure à l'extrémité de la cellule.
Le revers est gris beige clair orné de ligne postmédiane orange et aux ailes postérieures de deux ocelles orange marginaux dont un en position anale.

## Biologie
Ministrymon azia vole toute l'année en zone tropicale, de mars à septembre en  Floride et au Texas.

### Plantes hôtes
Les plantes hôtes de sa chenille sont Leucaena leucocephala, Lysiloma bahamensis et Mimosa malacophylla.

## Écologie et distribution
Ministrymon azia est présent dans le sud de la Floride, du Texas et de l'Arizona, au Mexique, au Pérou, au Chili, à Trinité-et-Tobago et en Guyane,.

### Protection
Pas de statut de protection particulier.